# Feature OS
Feature OS是諾基亞和HMD Global開發基於Linux的行動作業系統，首次搭載於2017年9月28日發布的諾基亞3310 3G。

## 外部連結
- 諾基亞 （页面存档备份，存于）